# Eohypochthonius becki
Eohypochthonius becki är en kvalsterart som beskrevs av Balogh och Sandór Mahunka 1979. Eohypochthonius becki ingår i släktet Eohypochthonius och familjen Hypochthoniidae. Inga underarter finns listade i Catalogue of Life.